# Ангелохори
Ангелохори (грч. Αγγελοχώρι) је приморско насељено место у општини Солунски Залив у периферији Средишња Македонија, Грчка. Према попису из 2021. године било је 1.074 становника. Налази се до рта Големи Карабурну (Мегало Емболо), на улазу у Солунски залив.
Према бугарском географу и историчару, Василу Канчову, у Ангелохорију је 1900. године живело 150 Грка. Ангелохори је било читлучко насеље у власништву браће Хасана, Мемета, Муса-бега и њиховог зета Сулејмана. После 1922. године насељено је 80 грчких избегличких породица из Турске, укупно 275 особа. На попису из 1928. године Ангелохори су имали 333 становника. Село се раније звало Големи Карабурну.